# Gartenfriedhof Rechtenfleth

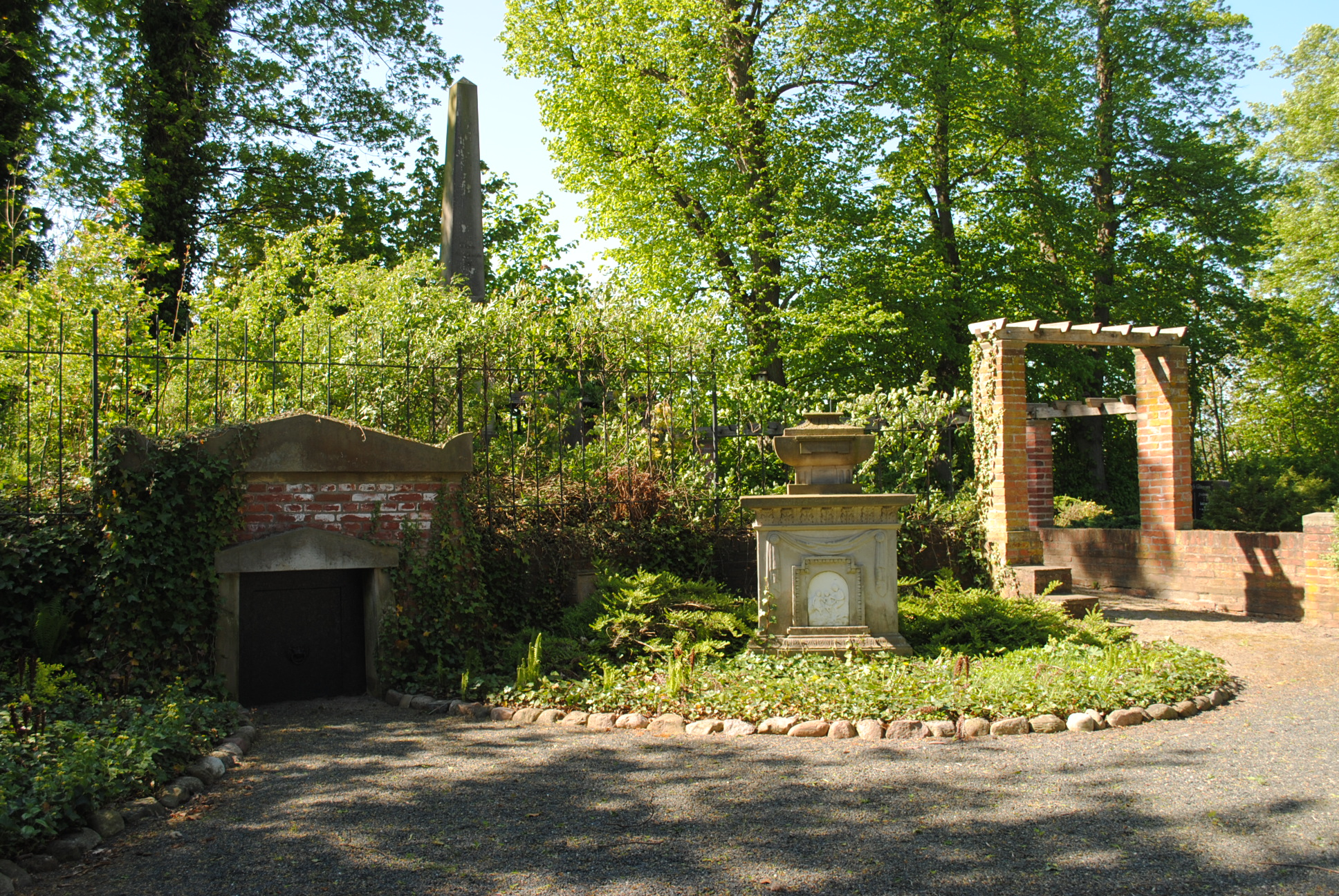
Grabstätte Allmers

Der Gartenfriedhof Rechtenfleth in der niedersächsischen Gemeinde Hagen im Bremischen, Ortsteil Rechtenfleth, an der Vorderstraße 10, im Landkreis Cuxhaven, stammt aus der Mitte des 19. Jahrhunderts. Hier ist der Heimatdichter Hermann Allmers bestattet.
Die Anlage steht unter Denkmalschutz (siehe auch Liste der Baudenkmale in Hagen im Bremischen).

## Geschichte
Der Friedhof mit zahlreichen Grabmonumenten und drei Erbbegräbnissen des 19. Jh. wurde 1852 auf Initiative des Marschendichters Hermann Allmers angelegt, der hier auch das Erbbegräbnis seiner Familie anlegen ließ. Erschlossen wird er durch einen steinernen übergiebelten Torbau von 1852.
In einer Wiesenlandschaft wird der Friedhof begrenzt durch dichte Baumreihen, umgeben von einem Wassergraben.
Bedeutsam sind:
- Die Erbbegräbnisstätte der Familie Allmers, bestehend aus der Gruft in Form eines Hügels mit Laubengang, gemauert in Backstein, eingefasst in Sandstein. Daneben stehen mehrere Skulpturen und Elemente aus Sandstein, u. a. ein Grabstein für die Mutter von Allmers, Sophie Dorotee Allmers, sowie ein Obelisk zum Andenken an den Vater, den Vogt und Deichgraf Wierich Allmers. Als letzter der Familie wurde hier Hermann Allmers 1902 bestattet.[3]

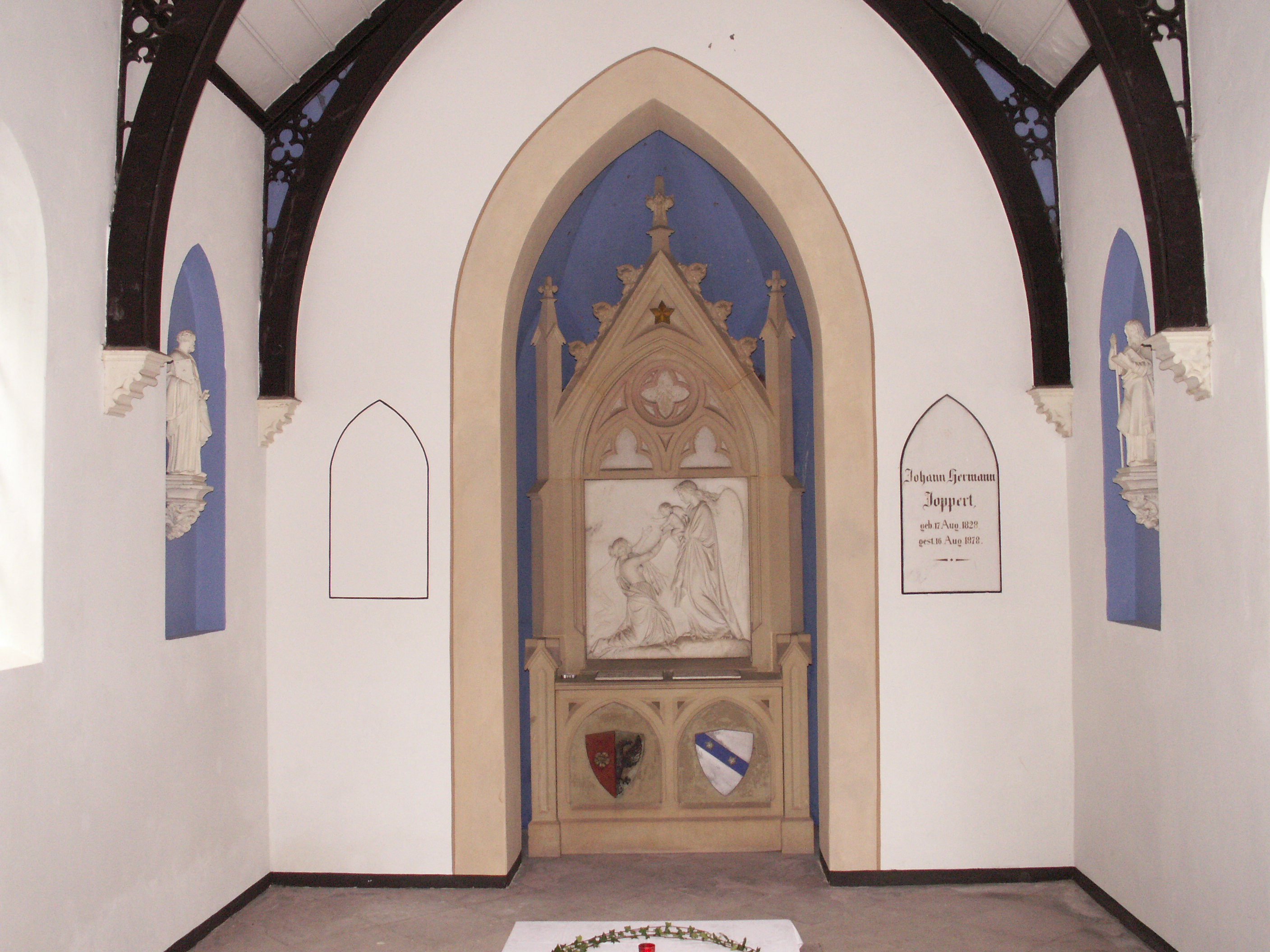
Mausoleum Familie Johann Hermann Joppert

- Ein denkmalgeschützter Backsteinbau in Form einer kleinen Kapelle wurde um 1860 als Erbbegräbnis der Familie Joppert gebaut, angelegt vom Vetter von Allmers. Hier wurden Johann Hermann Joppert (1828–1878) und zuvor seine Frau und die Tochter bestattet.[4]
- Das Gefallenendenkmal (Erster Weltkrieg) von um 1920 als Steinmonument mit quadratischem Sockel aus Natursteinen, darüber ein kuppelartiger Aufbau. 1950 wurde es ergänzt um die Namen der Gefallenen des Zweiten Weltkrieges.[5]

Das Landesdenkmalamt befand u. a.: „… An seiner Erhaltung besteht aus geschichtlichen und städtebaulichen Gründen wegen des ortsgeschichtlichen, orts- und landschaftsbildprägenden Zeugniswerts ein öffentliches Interesse.“